# Kübelwagen

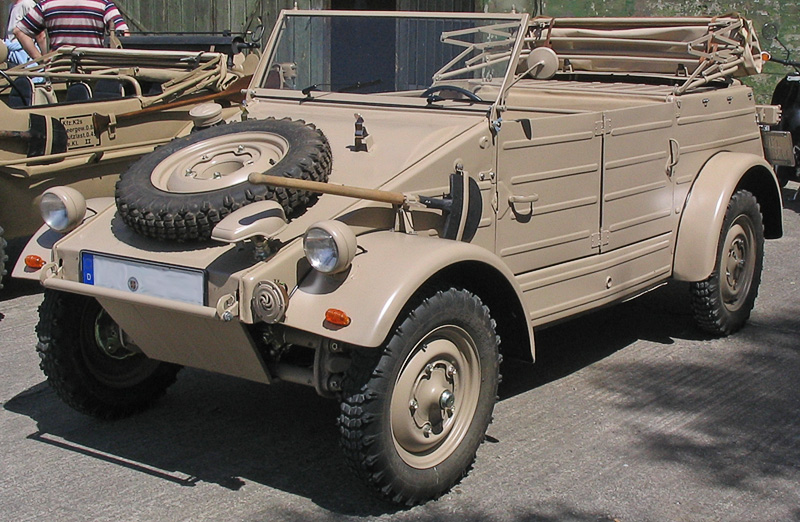
Volkswagen Kübelwagen

Kübelwagen is een verkorting van het Duitstalige begrip Kübelsitzwagen, dat letterlijk "kuipstoelauto" betekent.
Aanvankelijk was het een algemeen gebruikte naam voor militaire voertuigen in cabrioletuitvoering met kuipstoelen. Na de opkomst van de Volkswagen Kübelwagen werd het begrip Kübelwagen veelal gebruikt om dit type Volkswagen aan te duiden. Sindsdien is het begrip vaak een synoniem voor een lichte terreinwagen, ongeacht de vraag of deze met kuipstoelen is uitgerust.

## Klassieke Kübelwagens
- BMW 325
- Mercedes-Benz W 133 III
- Mercedes-Benz W 152
- Volkswagen Kübelwagen

## Naoorlogse modellen
- DAF YA-66
- DKW Munga
- Sachsenring P2M en P3
- Škoda 1101 VO/P
- Trabant 601 Kübel
- Volkswagen Type 181
- Wartburg 353-400

## Galerij

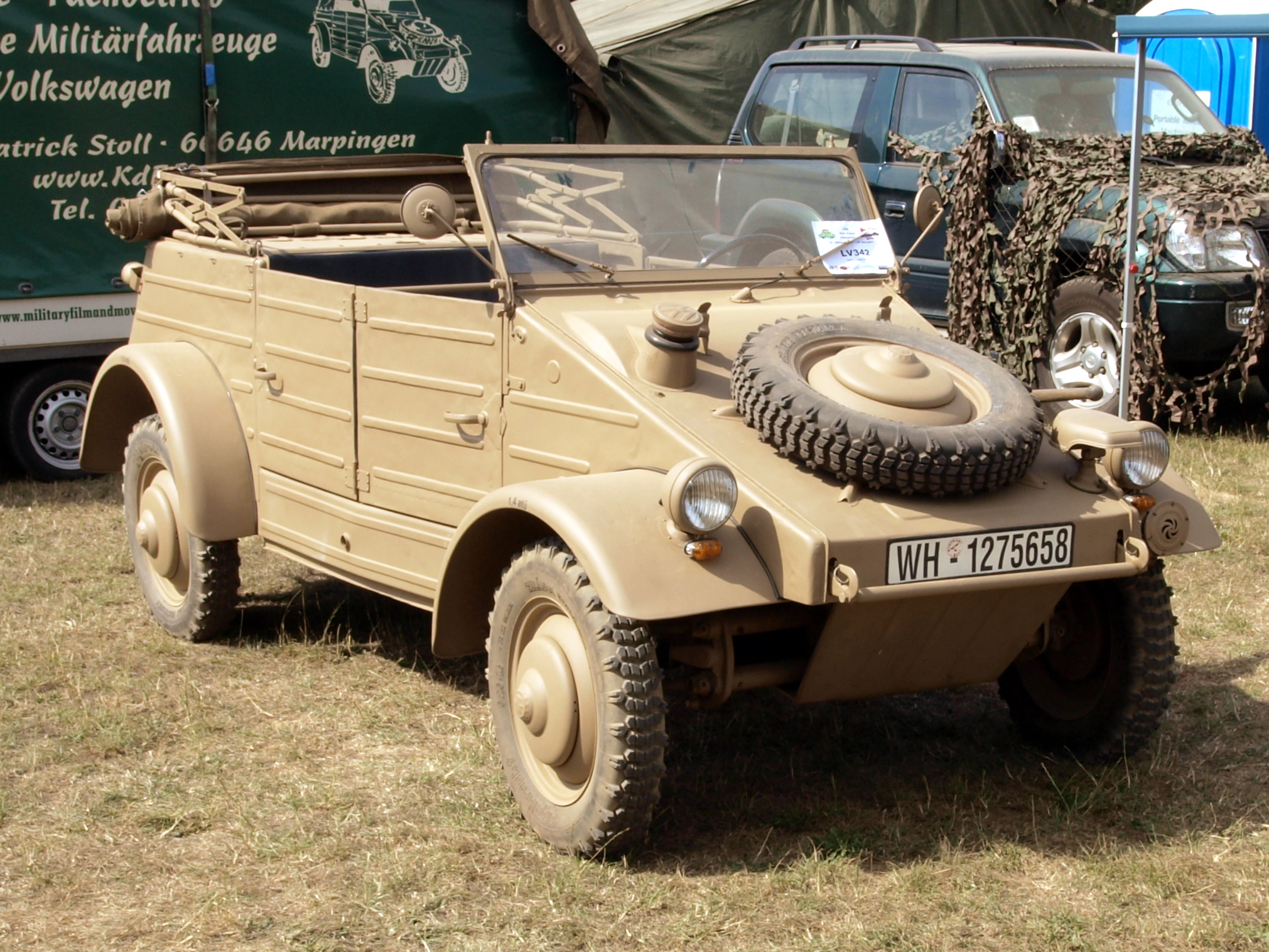
Volkswagen Kübelwagen
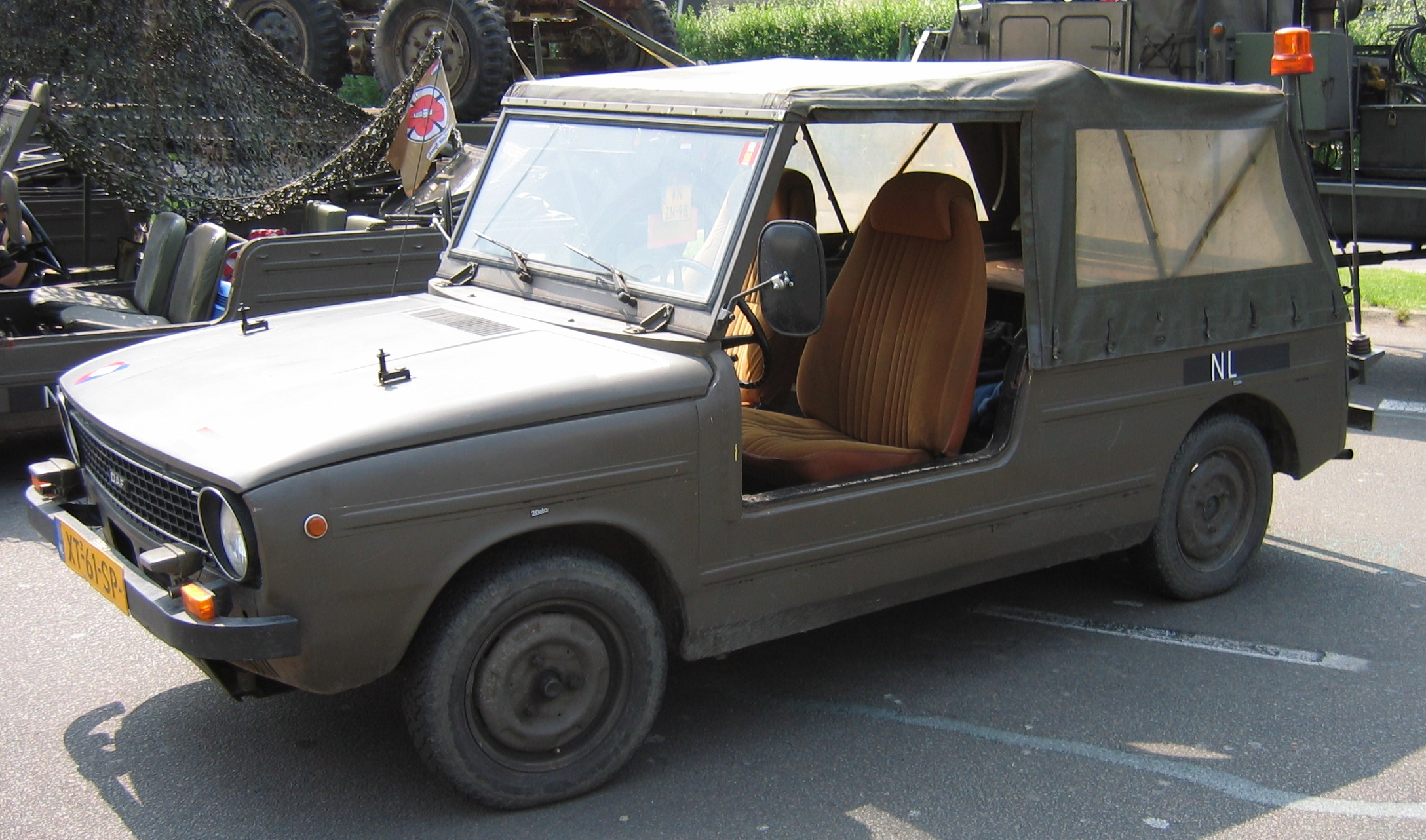
DAF YA-66
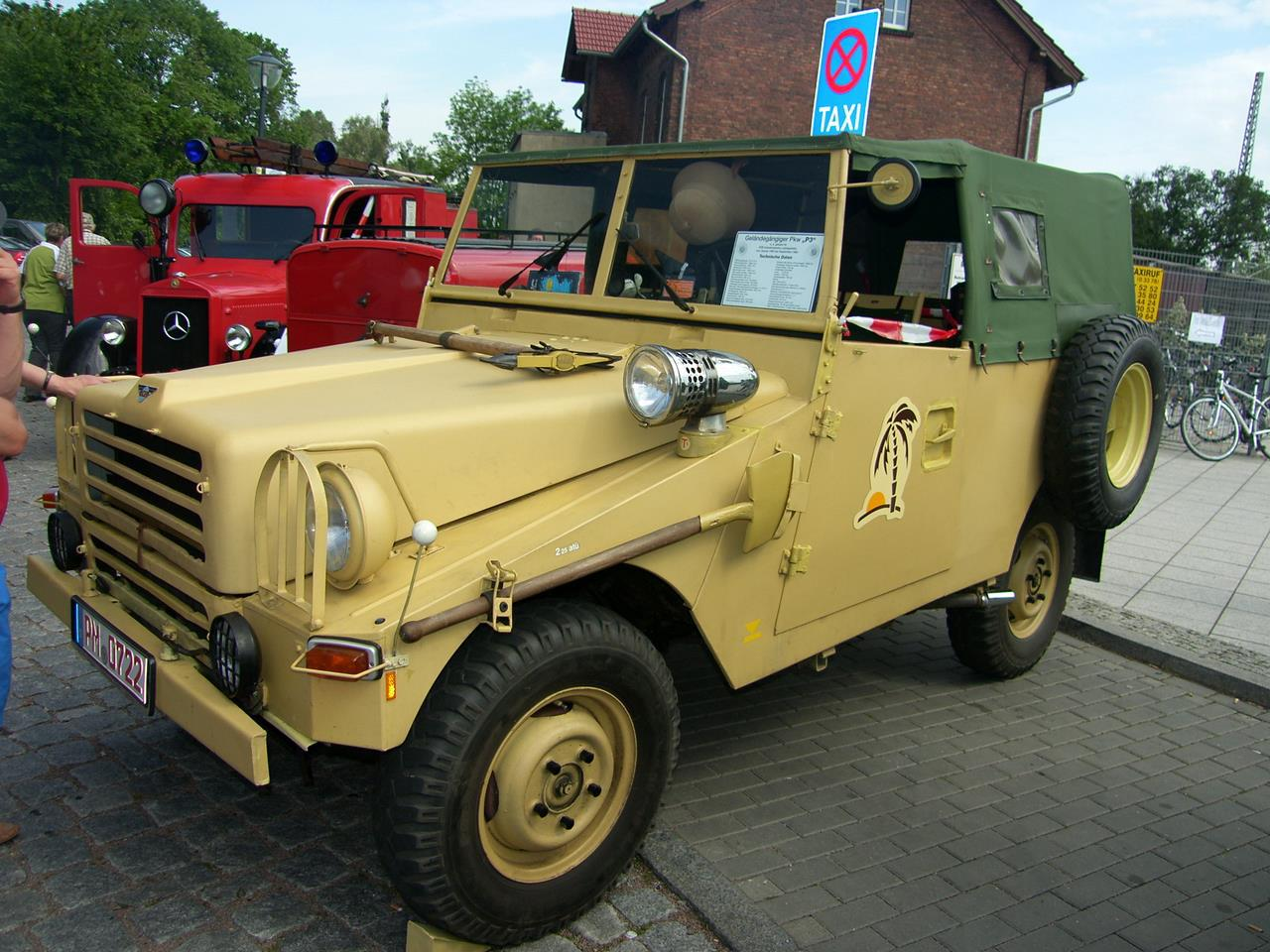
Sachsenring P3